# Тяжлов, Иван Терентьевич
Ива́н Тере́нтьевич Тяжло́в (1910 — ?) — советский футболист, защитник. Мастер спорта СССР (1946).

## Карьера
Воспитанник горловского футбола. В 1928 году в составе горловского «Металлиста» стал вице-чемпионом Украины.
В 1936 году вместе с группой других горловских игроков перешёл в команду сталинградского тракторного завода, в составе которой выступал до 1947 года.

## Позиция на поле и стиль игры
Выступал на позиции крайнего защитника.
Вот как вспоминал о Тяжлове старший тренер сталинградского «Трактора» Юрий Ходотов:
Среднего роста, не особо быстрый, но умевший правильно выбрать позицию, отличался тем, что абсолютно не поддавался на обманные движения и прочие ухищрения соперников.

## Статистика
| Команда              | Сезон | Чемпионат | Чемпионат | Чемпионат | Кубок | Кубок | Итого | Итого |
| Команда              | Сезон | Уров.     | Игры      | Голы      | Игры  | Голы  | Игры  | Голы  |
| -------------------- | ----- | --------- | --------- | --------- | ----- | ----- | ----- | ----- |
| Дзержинец-СТЗ        | 1936  | IV        | 1*        | 0*        | 3     | 0     | 4*    | 0*    |
| Трактор (Сталинград) | 1937  | IV        | 10        | 0         | 2     | 0*    | 12    | 0*    |
| Трактор (Сталинград) | 1938  | I         | 22        | 0         | 0     | 0     | 22    | 0     |
| Трактор (Сталинград) | 1939  | I         | 20        | 0         | 0     | 0     | 20    | 0     |
| Трактор (Сталинград) | 1940  | I         | 17        | 0         | —     | —     | 17    | 0     |
| Трактор (Сталинград) | 1941  | I         | 9         | 0         | —     | —     | 9     | 0     |
| Трактор (Сталинград) | 1945  | I         | 16        | 0         | 1*    | 0     | 17*   | 0     |
| Трактор (Сталинград) | 1946  | I         | 15        | 0         | 1     | 0     | 16    | 0     |
| Трактор (Сталинград) | 1947  | I         | 4         | 0         | 0     | 0     | 4     | 0     |
| Трактор (Сталинград) | Итого | Итого     | 113       | 0         | 4*    | 0*    | 117*  | 0*    |
| Всего                | Всего | Всего     | 114*      | 0*        | 7*    | 0*    | 121*  | 0*    |

ФК «Трактор» Сталинград. 1938 год. Иван Тяжлов четвёртый слева

Примечание: знаком * отмечены ячейки, данные в которых возможно больше указанных.